# Jaquette de Clause

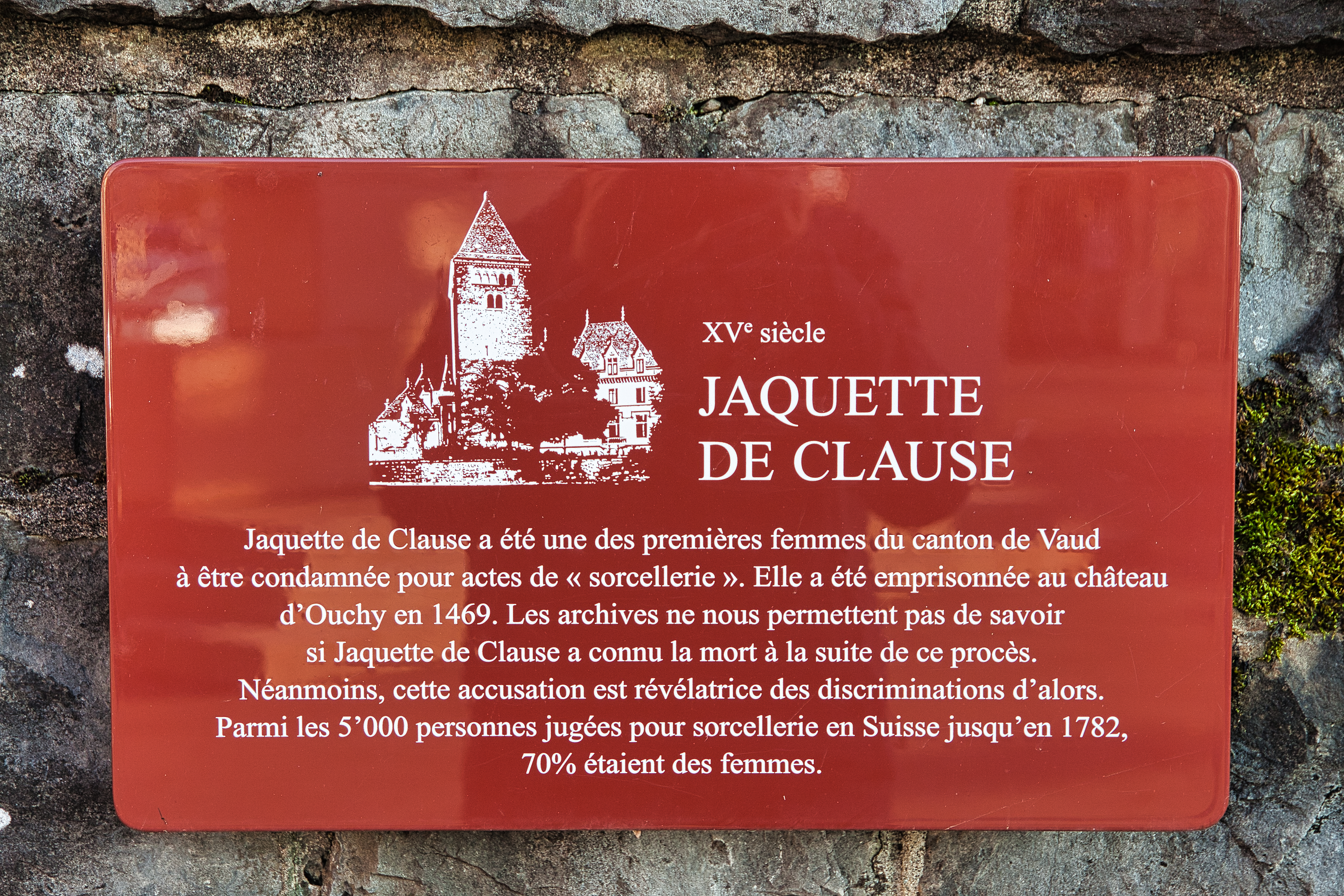
Plaque commémorative Jaquette de Clause au mur du château d'Ouchy

Jaquette de Clause, originaire de Vufflens-la-Ville, est une femme jugée dans le cadre des procès de sorcellerie dans le Pays de Vaud au XVe siècle. Elle est probablement enfermée au château d’Ouchy à Lausanne entre la fin de l'année 1469 et le début de l'année 1470.

## Déroulement du procès

### Sources
Une vingtaine de procès pour sorcellerie dans le Pays de Vaud, dont celui de Jaquette de Clause, figurent dans le registre Ac 29 conservé aux archives cantonales vaudoises (ACV).

### Spécificités du cas de Jaquette de Clause
Jaquette, veuve de Junod de Clause, est jugée pour sorcellerie entre décembre 1469 et janvier 1470 par le vice-inquisiteur Thomas Goga, qui remplace l'inquisiteur Victor Massenet. Comme le châtelain d’Ouchy, Pierre Mayor, figure parmi les témoins, on peut en déduire que Jaquette est détenue dans le château épiscopal d’Ouchy.
Le 10 décembre, Jaquette de Clause est confrontée à ses beaux-fils, Antoine et Mermet de Clause, eux-mêmes inculpés pour sorcellerie. C'est vraisemblablement sur la base de leurs dénonciations que leur belle-mère est arrêtée. Le procès-verbal précise qu’elle garde le silence durant les quatre premières monitions, effectuées entre le 11 et le 13 décembre. La torture judiciaire est alors envisagée afin de lui soutirer des aveux et la sentence interlocutoire doit être prononcée le 14 décembre 1469. Pourtant ce jour-là, il ne semble pas y avoir eu d'audience.
La documentation ne reprend en effet que le 18 janvier 1470. Jaquette est à nouveau interrogée par le vice-inquisiteur Thomas Goga. Le procureur de  foi sollicite la sentence interlocutoire, impliquant qu'elle n'a pas été prononcée le mois précédent. Jaquette requiert alors un temps de réflexion jusqu'au lendemain qui lui est accordé. Comme pour beaucoup de procès, la documentation est lacunaire et les actes s'arrêtent ici. Il est donc impossible d'établir avec certitude si Jaquette de Clause a été condamnée ou relâchée, faute de preuve suffisantes et d'aveux.
Le cas de Jaquette de Clause s'inscrit dans la continuité des procès pour sorcellerie dans le Pays de Vaud menés par l’Inquisition dominicaine, dans les territoires vaudois vers 1460. Il témoigne aussi des tensions entre la ville de Lausanne d’une part, et l’inquisition et l’évêque d’autre part. Bien que le village originaire de Jaquette, Vufflens-la-ville n'est pas une terre épiscopale, l'évêque parvient à étendre son autorité jusque sur ces terres.  Kathrin Utz Tremp suggère que les membres de la famille de Clause puissent être des vassaux du noble Amédée de Mayor, sauthier de Vufflens, lui-même vassal de l’évêque de Lausanne. Amédée de Mayor aurait remis la veuve de son ancien vassal Junod de Clause à l'évêque de Lausanne dans le but de renforcer sa position et celle du tribunal inquisitorial de Lausanne dans les territoires périphériques. Bien que l’autorité de l’Inquisition n'était pas contestée, les bourgeois de Lausanne ne toléraient pas qu’un suspect soit détenu et torturé dans le château épiscopal d’Ouchy en absence de représentants civiques de Lausanne. Cette erreur de procédure pourrait avoir donné à Jaquette de Clause une opportunité d’être relâchée.

## Commémoration par la Ville de Lausanne
Depuis plusieurs années, des mouvements féministes se revendiquent les « filles des sorcières que vous avez condamnés ». C’est par ce slogan que les autorités lausannoises décident en 2019 de rendre hommage à ces femmes « sorcières » qui sont devenues des icônes pour les collectifs de la cause féministe. Dans le cadre d'une campagne pour visibiliser les femmes dans l’espace public, une plaque est posée au Château d’Ouchy en l’honneur de Jaquette de Clause,.